# Volvo FL
Il Volvo FL è il più piccolo autocarro prodotto da Volvo Trucks e assemblato negli stabilimenti belgi di Gand del gruppo svedese.
È adatto al trasporto locale e regionale di merci, a servizi di raccolta rifiuti, a camion da costruzione o come trattore stradale leggero.
Nel 1986 ha vinto il premio International Truck of the Year.
Mosso nella versione standard da un propulsore diesel da 7 litri erogante 240 CV è situato nella fascia di autocarri fino a 12 tonn di P.T.T. ed in allestimento con cassone per il trasporto di merci offre cubature utili fino a 42mc e la possibilità di posizionare a terra sino a 16 pallet tipi "EUR".
Nell'autunno 2007, è stato lanciato il nuovo Volvo FL (prodotto dal 2006). Esso è disponibile con motore diesel Deutz da 7,2 litri da 240 e 280 CV ed è in vendita soltanto in Europa (con l'unica eccezione della Turchia), mentre in altri paesi come Australia, Bulgaria, Brunei, Cina, Indonesia, Malaysia, Filippine, Sudafrica, Tanzania e Thailandia è ancora venduto nella precedente versione.
Nel 2013 subisce un restyling al frontale, e diventa euro 6 con urea, i motori disponibili sono il Deutz 5.1L 4 cilindri da 210 e 240cv e il Deutz 7.7L 6 cilindri da 250 e 280cv